# I-profiel

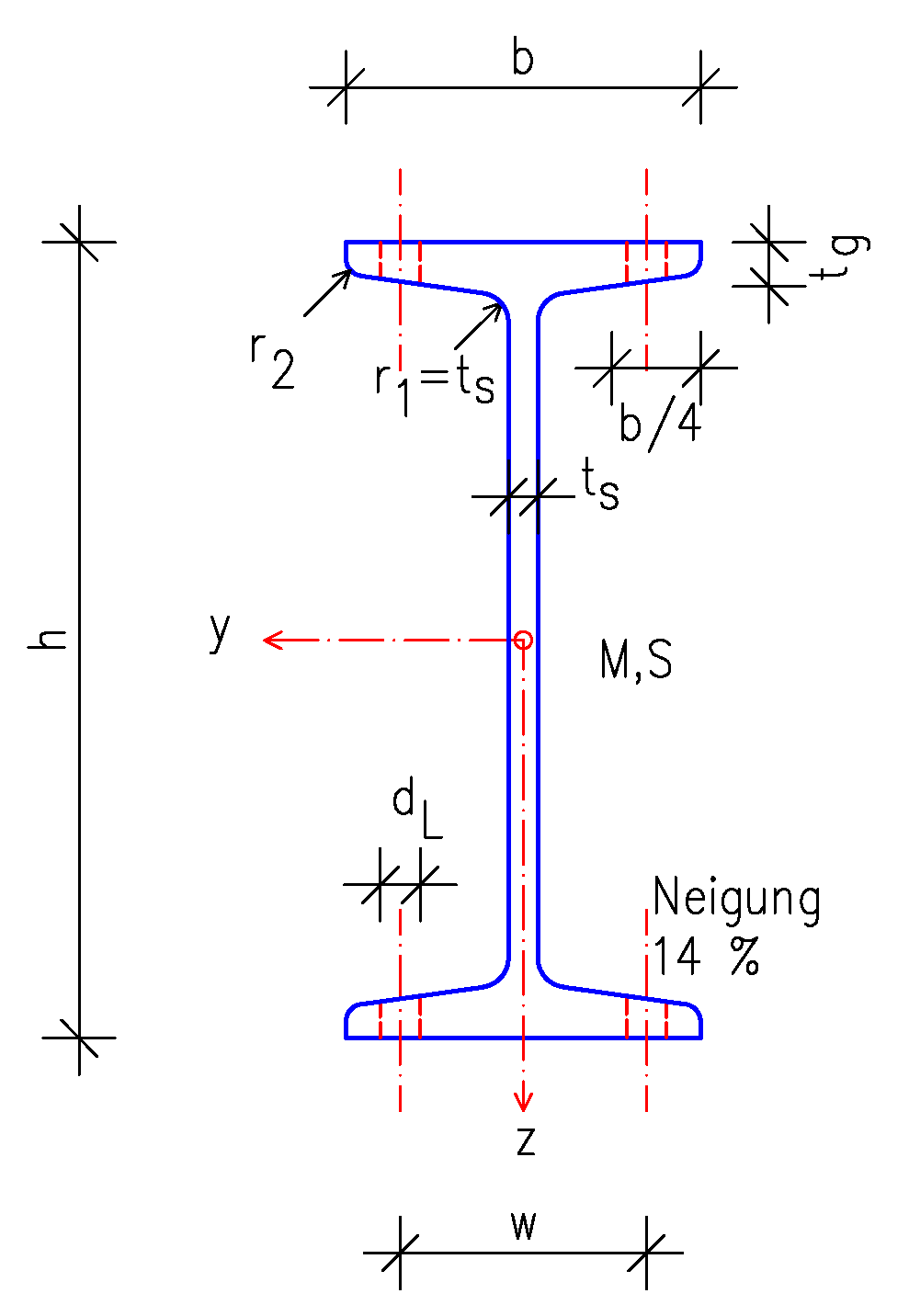
Stalen IPN-profiel

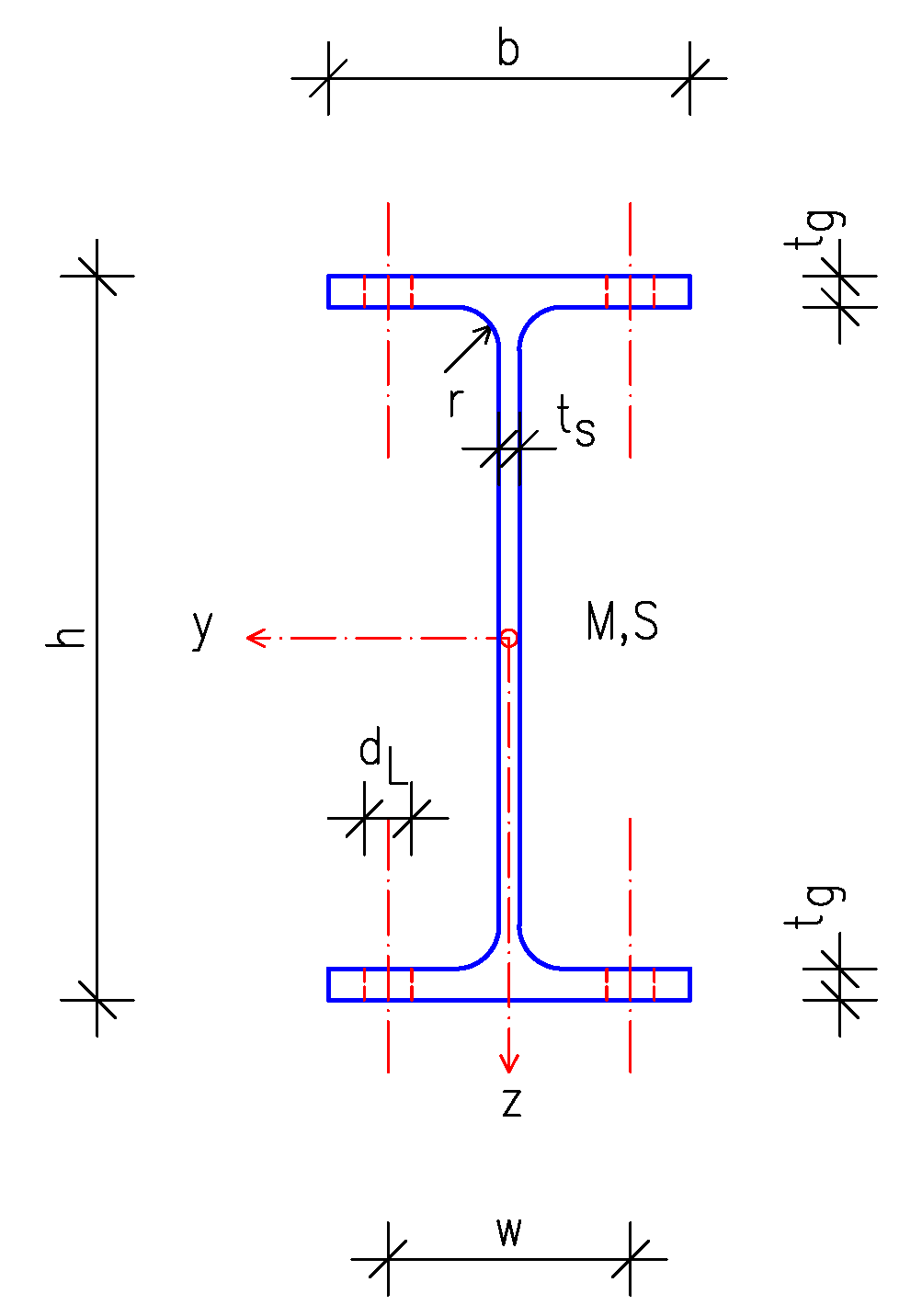
Stalen IPE-profiel

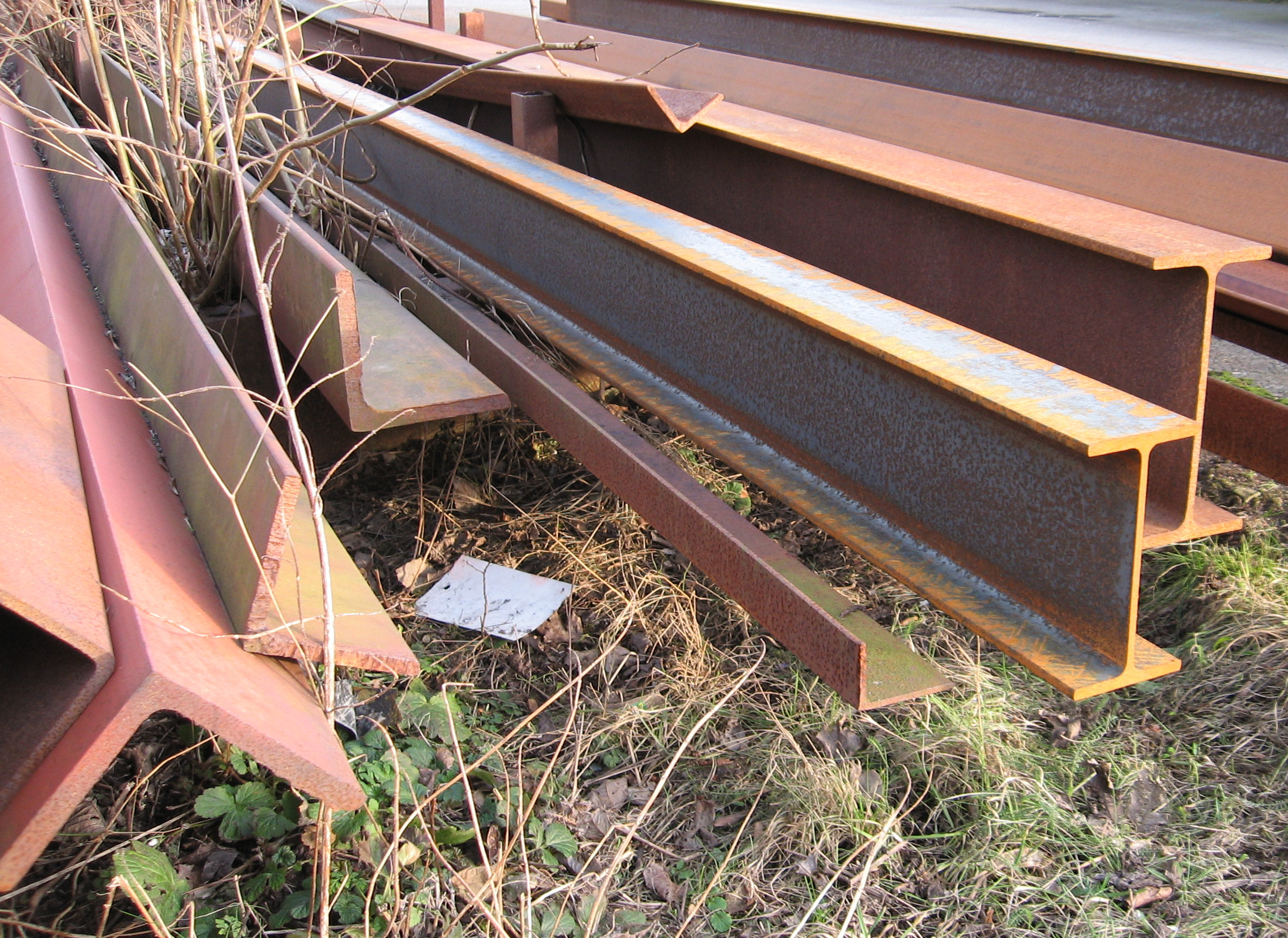
Stalen IPE-profiel

Een I-profiel is een type profiel van een stalen balk waarvan de dwarsdoorsnede de vorm van de letter I heeft. De IPN-variant van dit profiel is rond 1850 voor het eerst gewalst, waarbij de term IPN voor respectievelijk de I-vorm, normaal, en het parallel zijn van de flenzen staat. Vanwege de walsmethode heeft de binnenzijde van de schuine flenzen een hoek van 14°, waardoor het maken van verbindingen relatief lastig was ten opzichte van de in 1920 ontwikkelde IPE-variant met rechte flenzen. De E in IPE staat voor Europees. 
Breedflensprofielen, aangeduid als H-profiel, onderscheiden zich van I-profielen door hun bredere flenzen. Zo'n H-profiel kon rond dezelfde tijd (1920) ook met rechte flenzen geproduceerd worden. Het grootste verschil tussen het I- en H-profiel naast het geringe gewicht per meter was de relatief zwakkere as bij belastingen loodrecht op de lijf en/of grotere normaalkrachten.
De I-profielen zijn genormaliseerd volgens EN 10365:2017.
IPE-profielen kunnen worden toegepast om raatliggers te vervaardigen. 